# Hum (son)
Pour les articles homonymes, voir Hum.
 (août 2021).
Si vous disposez d'ouvrages ou d'articles de référence ou si vous connaissez des sites web de qualité traitant du thème abordé ici, merci de compléter l'article en donnant les références utiles à sa vérifiabilité et en les liant à la section « Notes et références ».
Un hum est un phénomène qui se manifeste principalement par ce qui est perçu comme un son caractéristique, de basse fréquence, persistant et envahissant, dont la source est inconnue, qui n’est pas forcément entendu par tout le monde. Il a soit une origine interne à l'auditeur (acouphène grave, ou bruits internes comme les borborygmes), soit externe (phénomène naturel, lié à l'activité humaine ou exceptionnel).
Pour certains « Hum », la présence a été rapportée en plusieurs endroits dans le monde, notamment en Amérique du Nord, en Europe, en Océanie, et en Afrique. Le bourdonnement est souvent décrit comme un son ressemblant à celui d’un moteur diesel qui tournerait au ralenti dans le lointain, ou comme un paquebot qui quitte le port. Il diffère sous plusieurs aspects de certaines conditions physiologiques comme les acouphènes. Le phénomène est souvent perçu plus intensément à l’intérieur des maisons qu’à l’extérieur. Les tentatives d’étanchéité acoustique n’ont guère d’effet et accentuent souvent le problème car elles atténuent les autres sons et rendent ainsi le bourdonnement plus apparent.
Le phénomène est connu sous l’appellation maintenant bien implantée the Hum en anglais et das Brummton-Phänomen en allemand. Il n’a pas encore acquis de nom déterminé en français. On ajoute parfois le nom d’un lieu à l’expression anglaise the Hum, lorsqu'on veut faire référence plus particulièrement à une ville ou à une région où le bourdonnement a été particulièrement publicisé. Parmi les expressions les plus connues, on peut citer, par exemple, the Bristol Hum (Angleterre), the Largs Hum (Écosse), the Taos Hum (Nouveau-Mexique, États-Unis) ou the Kokomo Hum (Indiana, États-Unis).

## Description
La composante essentielle qui définit le phénomène du bourdonnement (ou vrombissement) est ce qui est perçu comme un son persistant de basse fréquence qui ressemble à un bruit vrombissant de moteur diesel tournant au ralenti à une certaine distance ou à un son similaire, et pour lequel aucune cause ne peut être identifiée après que l'on a examiné et éliminé les possibilités ordinaires de bruits de cette nature (appareils domestiques, circulation automobile, etc.).
Toutefois, en plus de ce son caractéristique, d’autres composantes semblent également être fréquemment associées de façon significative au phénomène du bourdonnement, car elles sont perçues par une proportion importante des personnes qui sont affectées par le bourdonnement, bien que pas par toutes. Ainsi, un grand nombre des personnes affectées perçoivent le bourdonnement seulement, ou plus intensément, lorsqu'elles se trouvent à l’intérieur de maisons ou d’édifices, mais pas lorsqu'elles se trouvent à l’extérieur. Aussi, un grand nombre des personnes affectées perçoivent des vibrations, qui sont ressenties à la surface ou à l’intérieur du corps. L’utilisation de bouchons d'oreilles ou d’autres moyens bloquant les sons ordinaires ne semble pas diminuer le bourdonnement. Le phénomène est souvent perçu de façon plus intense durant la nuit, souvent au point de réveiller les personnes qui le perçoivent.
Certaines personnes perçoivent le bourdonnement de façon continuelle, alors que d’autres ne le perçoivent que durant certaines périodes. Pour certaines, le bourdonnement peut ne constituer qu’un faible bruit de fond et un inconvénient mineur alors que pour d’autres, qui en perçoivent le son et/ou les vibrations plus intensément, il constitue une nuisance majeure qui interfère de façon importante avec leurs activités quotidiennes. Parmi les conséquences fréquentes, on note le manque de sommeil, puisque le bourdonnement peut empêcher ces personnes de dormir ou les réveiller au milieu de la nuit.

## Histoire
C’est vers le début des années 1990 que le phénomène du bourdonnement a commencé à être rapporté de façon importante en Amérique du Nord. Le bourdonnement de Taos (the Taos Hum) est devenu plus connu du public américain lorsqu'une étude de l’université du Nouveau-Mexique ainsi que les plaintes de nombreux citoyens habitant la région de la ville de Taos, au Nouveau-Mexique, attirèrent l’attention des médias. Au cours des années 1970 et 1980, un phénomène semblable avait fait l’objet de plaintes de citoyens, de reportages dans les médias et d’études, surtout au Royaume-Uni mais aussi dans d’autres pays, comme la Nouvelle-Zélande. Il est toutefois difficile de déterminer si le bourdonnement rapporté dans ces cas-ci et dans celui qui commença à être rapporté de plus en plus souvent en Amérique du Nord au cours des années 1990, doit être considéré comme étant identique ou plutôt comme étant de nature différente. Au cours de la dernière décennie, le phénomène du bourdonnement a été rapporté dans de nombreuses autres régions d’Amérique du Nord et d’Europe ainsi que dans d’autres régions du monde.
Si les cas de la région de Taos et, plus récemment, de Kokomo, sont les plus connus aux États-Unis, c'est peut-être dû au fait que les citoyens de ces localités se soient plus efficacement regroupés et aient mieux réussi à se faire entendre des autorités locales et des médias, et pas nécessairement au fait que le bourdonnement soit plus présent dans ces localités. D'autres regroupements ont été ou sont actifs dans différents pays. La Low frequency noise sufferers association, au Royaume-Uni, et l'Association pour la recherche sur le phénomène du bourdonnement (Interessengemeinschaft zur Aufklärung des Brummtons, IGZAB), en Allemagne, sont probablement les plus connues. Probablement parce que seul un faible pourcentage de la population se ressent comme étant directement affectée par la perception du bourdonnement, il n’y a pas encore eu jusqu'à maintenant d’étude de grande envergure portant sur le phénomène du bourdonnement, mais seulement des initiatives au niveau local, disposant de ressources limitées. Pour cette raison, ces études ont concentré leur attention surtout sur un petit nombre de causes possibles qu’il est plus facile d’étudier avec des ressources limitées ;  elles sont généralement arrivées à la conclusion que des recherches plus poussées seraient nécessaires et nécessitant des ressources plus importantes que celles disponibles au niveau local.

## Hypothèses
Parmi les explications qui ont été avancées, on trouve notamment les suivantes :

### Phénomènes de type acoustique
- Sons de source industrielle distants dont les hautes fréquences ont été atténuées par la distance. À mesure que le son se déplace à travers l’air ou à travers le sol, les sons de haute fréquence s’affaiblissent plus rapidement que ceux de basse fréquence, ce qui fait en sorte que ces derniers voyagent donc sur une plus grande distance. Les sons de basse fréquence peuvent être amplifiés par les murs ou par la structure des édifices. De la machinerie industrielle, comme des compresseurs, transformateurs électriques ou des ventilateurs, peut aussi produire des types de sons semblables. Bien qu’il s’agisse là de l’une des explications qui viennent le plus spontanément à l’esprit, les microphones ordinaires n’ont pas réussi à capter le bourdonnement et des études n’ont pas réussi à identifier clairement de telles sources comme étant à l’origine du phénomène. Des études faites au Royaume-Uni se sont penchées sur ce problème, et le rapport portant sur le bourdonnement de Kokomo a donné des exemples de sources acoustiques de bruit.
- Infrasons pouvant provenir de différentes sources possibles, soit industrielles, soit naturelles, par exemple de nature géologique ou tectonique. C'est d'ailleurs l'explication que donne le CNRS[1] pour le "Hum de Bristol" : il serait dû à des ondes sismiques produites par la pression des vagues sur le plancher océanique. Si ces ondes sont amenées à être focalisées par la topologie du terrain, alors elles deviendraient audibles, notamment pour les personnes les plus sensibles aux infra-sons.

### Phénomènes de type non acoustique
- Une variante des émissions électromagnétiques de fréquence audio de nature semblable à celles qui sont générées lors de l’entrée et de la désintégration d’un météore dans la haute atmosphère. Ce phénomène dégage une puissance de plusieurs mégawatts dans les fréquences audio, principalement par l’interaction de la trajectoire ionisée et du champ magnétique de la Terre[2].

### Phénomènes internes
- Générés soit par le corps, le système auditif ou le système nerveux, en l'absence de stimulus externe. En quelque sorte à la manière d’acouphènes, mais à basse fréquence et avec certaines différences. Toutefois, cette théorie n’expliquerait pas pourquoi une même personne n’entendrait le Hum qu’en certains endroits, par exemple à l’intérieur plutôt qu’à l’extérieur. En effet, il n’existe pas d' « acouphène d’intérieur ». Cette théorie n'explique pas non plus la perception de vibrations au niveau du corps, ni pourquoi il y aurait eu une augmentation accrue du nombre de cas au cours des dernières décennies. Cependant, il est possible, et même probable, qu’il existe des différences individuelles entre les différentes personnes au sein d’une population quant à leur seuil de perception des stimuli acoustiques ou non acoustiques, ou qu’il existe d’autres sortes de variations physiologiques normales entre différentes personnes et qui pourraient contribuer au fait que certaines personnes dans la population perçoivent le bourdonnement alors que d’autres ne le perçoivent pas. Ces différences pourraient aussi contribuer à expliquer les différences de niveau d'intensité dans la perception.

### Phénomènes multiples
- Toute combinaison de deux ou plus des explications susmentionnées.

### Canulars
Des vidéos sur YouTube reprennent dans différentes villes un enregistrement d'un engin de nivelage raclant le béton d'un skatepark en construction dans le Texas. Cette piste sonore est caractérisée par des bruits d'oiseaux en fond. D'autres sons sont parfois utilisés (aiguillages de chemins de fer). Ces vidéos sont donc des canulars.

## Dans la culture populaire
Dans l’épisode 21 de la saison 13 de la série policière américaine Esprits Criminels (Le bruit de la mort), le « hum » affecte un tueur en série.
Dans l'épisode 2 de la saison 6 de la série X-Files : Aux frontières du réel (Poursuite), l'agent Fox Mulder suspecte les ultras basses fréquences d'être à l'origine du bourdonnement de Taos.
Sonja Delzongle évoque le Hum dans son livre Le dernier chant, 2021